# Gymnopternus subulatus
Gymnopternus subulatus är en tvåvingeart som beskrevs av Friedrich Hermann Loew 1861. Gymnopternus subulatus ingår i släktet Gymnopternus och familjen styltflugor. Inga underarter finns listade i Catalogue of Life.